# Referendum in Nordirland 1973

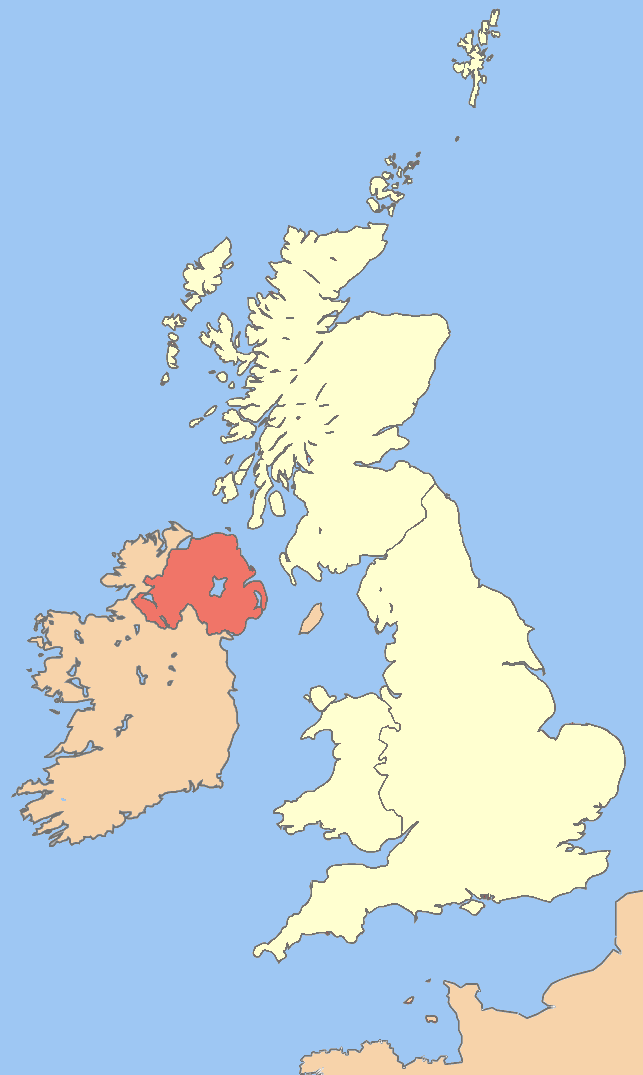
Lage Nordirlands im Verhältnis zum übrigen Vereinigten Königreich

Am 8. März 1973 wurde ein Referendum in Nordirland (englisch Northern Ireland sovereignty referendum oder englisch Border Poll) zu der Frage abgehalten, ob Nordirland weiter Teil des Vereinigten Königreichs bleiben oder sich der Republik Irland anschließen sollte. Die Wähler stimmten mit großer Mehrheit für den Verbleib im Vereinigten Königreich, wobei die Abstimmung durch den katholischen Bevölkerungsteil weitgehend boykottiert wurde.

## Vorgeschichte
Irland war mit dem Government of Ireland Act von 1920 in die weitgehende Unabhängigkeit vom Vereinigten Königreich entlassen worden. Der nördliche Teil, in dem die Unionisten bei den Parlamentswahlen die Mehrheit behalten hatten, verblieb allerdings als Nordirland beim Vereinigten Königreich. In den ersten Jahren nach der Teilung war das innenpolitische Klima in Nordirland von gewalttätigen Auseinandersetzungen zwischen der Irisch-Republikanischen Armee (IRA) und den Polizeikräften bestimmt. Nordirland erhielt eine Selbstverwaltung mit einem Regionalparlament in Belfast. Die nordirische Politik und die gesamten staatlichen Institutionen, einschließlich der Polizei, wurden jedoch vollständig von der protestantischen Mehrheit dominiert. Die protestantische Kontrolle selbst über mehrheitlich katholische Gegenden wurde dabei auch durch eine entsprechende Wahlkreisgeometrie gesichert. Katholiken wurden bei vielen Gelegenheiten diskriminiert.
Der Konflikt zwischen pro-irischen republikanischen Katholiken und pro-britischen protestantischen Unionisten kam erneut zur Ausbruch mit der Battle of the Bogside („Schlacht von Bogside“) vom 12. bis 14. August 1969 in Derry, als sich Bewohner des mehrheitlich katholischen Stadtbezirks Bogside mit der Royal Ulster Constabulary eine Straßenschlacht lieferten. Die Unruhen breiteten sich von Derry auf ganz Nordirland aus, so dass schließlich durch Innenminister James Callaghan die Britische Armee nach Nordirland entsandt wurde, um die Ordnung wiederherzustellen. Die Polizeibefugnisse wurden deutlich erweitert, so dass unter anderem die Internierung von Verdächtigen ohne Gerichtsurteil möglich wurde. Dadurch entfremdeten sich jedoch auch gemäßigte Katholiken von der Staatsmacht. Ein Höhepunkt der Gewalttätigkeiten wurde mit dem Bloody Sunday, dem „Blutsonntag“ am 30. Januar 1972 erreicht, als britische Fallschirmjäger insgesamt 13 Menschen in einer unbewaffneten Demonstration erschossen. Zu dieser Zeit befand sich Nordirland am Rande eines Bürgerkrieges. Aus Sicht der Londoner Regierung schien die nordirische Regionalregierung nicht in der Lage und nicht geeignet, um wieder geordnete Verhältnisse herzustellen. Am 30. März 1972 wurden das Parlament und die Regionalregierung Nordirlands suspendiert und Nordirland wurde unter die direkte Kontrolle der Londoner Regierung gestellt (direct rule). Um klare Verhältnisse zu schaffen, wurde ein Referendum anberaumt, bei dem die Wähler gefragt wurden, ob sie weiter Teil des Vereinigten Königreichs bleiben wollten. Die Wähler hatten zwei Wahlmöglichkeiten:

“Do you want Northern Ireland to remain part of the United Kingdom?”

„Wollen Sie, dass Nordirland weiter Teil des Vereinigten Königreichs bleibt?“

“Do you want Northern Ireland to be joined with the Republic of Ireland outside the United Kingdom?”

„Wollen Sie, dass Nordirland Teil der Republik Irland außerhalb des Vereinigten Königreichs wird?“

## Ergebnisse des Referendums
| Vorschläge                                  | Stimmen | in Prozent der Abstimmenden | in Prozent der Wahlberechtigten |
| ------------------------------------------- | ------- | --------------------------- | ------------------------------- |
| Erster Vorschlag („Vereinigtes Königreich“) | 591.820 | 98,9 %                      | 57,5 %                          |
| Zweiter Vorschlag („Republik Irland“)       | 6.463   | 1,1 %                       | 0,6 %                           |
| Ungültige Stimmen                           | 5.973   | 1,0 %                       | 0,6 %                           |

Von den Abstimmenden sprach sich eine überwältigende Mehrheit für den Verbleib im Vereinigten Königreich aus. Die Ulster Unionist Party, die Alliance Party of Northern Ireland und die Labour Party of Northern Ireland hatten dieses Votum unterstützt, die Social Democratic and Labour Party hatte zum Boykott der Abstimmung aufgerufen. Begründet wurde dies mit dem Bestreben, die Gewalttätigkeiten nicht anzuheizen. Nach Schätzungen der BBC hatten weniger als 1 % der Katholiken an der Abstimmung teilgenommen. Absolut gesehen ergab sich nicht nur eine Mehrheit der Abstimmenden, sondern auch eine Mehrheit der insgesamt Wahlberechtigten.
Infolge dieses Ergebnisses beschloss das Parlament in London 1973 den Northern Ireland Constitution Act, der die Selbstverwaltung Nordirlands neu regelte. Mit dem Abkommen von Sunningdale wurde eine Teilung der politischen Macht zwischen Unionisten und irischen Nationalisten vereinbart. Die IRA und radikale Unionisten erkannten das Abkommen allerdings nicht an und setzten weiter auf terroristische Aktionen. Schließlich führte ein Generalstreik der Protestanten im Mai 1974 zum Scheitern des Abkommens, so dass Nordirland bis zum Karfreitagsabkommen von 1998 weiter ein politischer Unruheherd blieb.